# Parco nazionale di Bali Barat
Il parco nazionale di Bali Barat è un'area naturale protetta situata sull'estremità nord-occidentale di Bali, in Indonesia. Si estende per 770 km², circa il 10% della superficie totale dell'isola. A nord, sulla costa, comprende inoltre 1000 m di spiagge, barriere coralline e isolette. È delimitato ad ovest dal porto di Gilimanuk e ad est dal villaggio di Goris.
Il centro del parco è dominato dai resti di quattro monti vulcanici risalenti al Pleistocene, tra i quali il più elevato è il Gunung Patas (1412 m).

## Flora
Nel parco sono presenti vari habitat: una savana, foreste di mangrovie, foreste montane, foreste monsoniche miste e isole coralline. Vi sono inoltre alcune specie botaniche minacciate, come Pterospermum diversifolium, Antidesma bunius, Langerstroemia speciosa, Steleochocarpus burahol, Santalum album, Aleuritas moluccana, Sterculia foetida, Schleichera oleosa, Dipterocarpus hasseltii, Garcinia dulcis, Alstonia scolaris, Manilkara kauki, Dalbergia latifolia e Cassia fistula.

## Fauna
Nel parco si possono trovare circa 160 specie di vertebrati tra i quali il banteng, la rondine dei fienili, il rigogolo dalla nuca nera, la gazza arboricola dalla coda a racchetta nera, l'aquila dei serpenti crestata, il rondone arboricolo crestato, l'uccello dollaro, la tartaruga dal becco di falco, il muntjac indiano, il passero di Giava, il lutung di Giava, la volpe volante maggiore, il gatto leopardo, il marabù minore, l'averla dalla coda lunga, la cicogna lattea, la rondine del Pacifico, la rondine dal groppone rosso, il cervo rusa, il martin pescatore sacro, il succiacapre di savana, il martin pescatore dal becco di cicogna, il varano acquatico, il cinghiale, il bulbul corona nera e il rarissimo storno di Bali.

## Accessi
Il parco  può essere raggiunto via terra da Gilimanuk e da Singaraja, o via mare con i traghetti che partono da Ketapang, su Giava.